# Male Poljane
Male Poljane este o localitate din comuna Škocjan, Slovenia, cu o populație de 47 de locuitori.